# Abundancia: El futuro es mejor de lo que piensas
Abundancia: El futuro es mejor de lo que piensas (en inglés: Abundance: The Future Is Better Than You Think) es un libro de no ficción, escrito por Peter H. Diamandis y Steven Kotler que se publicó en 2012, que trata sobre los avances de la condición humana. Diamandis es principalmente conocido por ser el fundador de la Fundación X Prize, una organización sin fines de lucro basado en concursos científicos, y Kotler es un reconocido periodista y escritor de varias obras que abordan temas científicos, psicológicos y culturales.
Según los autores, el título de la obra refiere a un futuro en el que nueve mil millones de personas podrán tener acceso a agua potable, alimentos, energía, atención médica, vivienda, educación, y todo lo que se considere necesario para una calidad de vida plenamente digna. Esto podría ocurrir debido a la enorme velocidad que ha tenido el desarrollo de las innovaciones tecnológicas que generan el progreso económico durante las décadas de 2010 y 2020.

## Reseñas y comentarios
La revista Time escribió sobre el mensaje del libro: "[E]l futuro va a ser mejor de lo que piensas.  [...] Estos quizás sea difícil de creer, debido al constante flujo de temor que son las fake news— y el pozo sin fondo de de miedo que parecer ser el futuro—, pero una mirada cercana a los números indican que las cosas serán mejor de lo que pensamos."
El periódico cristiano The Christian Science Monitor publicó una reseña elogiosa que señaló que los autores habían escrito "un libro que valora tu inteligencia al ser honesto y directo contigo."
The Washington Post dijo que el libro es "una fuerte dosis de optimismo... Los autores presentan un caso persuasivo de que el futuro de la humanidad puede no ser tan sombrío como tememos..."
El San Francisco Chronicle dijo que los autores del libro "argumentan firmemente contra dos nociones predominantes: que los recursos del mundo se están agotando demasiado rápido y que la brecha entre ricos y pobres está aumentando sin posibilidad de que se detenga. Citan el surgimiento de la innovación hágalo usted mismo, los fabulosamente ricos 'tecnofilántropos' que tienen la intención de usar sus profundos bolsillos para cambiar el mundo, y lo que han denominado los 'mil millones en aumento': los pobres del mundo, quienes, gracias a la tecnología moderna de la comunicación, ahora poseen voz."
The Wall Street Journal escribió: "Diamandis y Kotler creen que los innovadores individuales pueden marcar una gran diferencia en la calidad de vida de los seres humanos... Tomemos como ejemplo a Iqbal Quadir, quien renunció a su trabajo como capitalista de riesgo en Nueva York para iniciar una compañía de teléfonos celulares en su natal Bangladesh, en un tiempo en que los celulares costaban cerca del doble de lo que ganaba un ciudadano bengalí en todo un año. Tuvo la prudencia de apostar por el descenso de los costos y la utilidad de la nueva tecnología para los sectores rurales más pobres durante mucho tiempo."